# Julio Olarticoechea
Julio Jorge Olarticoechea (født 18. oktober 1958 i Saladillo, Argentina) er en tidligere argentinsk fodboldspiller, der som forsvarsspiller på Argentinas landshold var med til at vinde guld ved VM i 1986 i Mexico. Han spillede samtlige kampe i turneringen for argentinerne. Han deltog også ved VM i 1982, ved VM i 1990, hvor argentinerne sluttede på andenpladsen, samt ved Copa América i 1983 og 1987. I alt nåede han at spille 32 kampe for landsholdet.
På klubplan var Olarticoechea primært tilknyttet Racing Club og River Plate, men havde også ophold hos Boca Juniors, Argentinos Juniors og Deportivo Mandiyu, samt for franske FC Nantes.

## Titler
Primera División de Argentina
- 1981 (Nacional) med River Plate

VM
- 1986 med Argentina